# Netsuite
Netsuite är ett affärssystem som bygger på Software As A Service. 
Grundades 1998 av Oracles grundare (Larry Ellison) tillsammans med Evan Goldberg. I och med att NetSuite är en Software As A Service tjänst är affärssystemet plattformsoberoende, det betyder att går att köra på alla operativsystem där det finns en webbläsare.